# Pendulum Øer
Pendulum Øer är öar i Grönland (Kungariket Danmark). De ligger i den östra delen av Grönland, 1 700 km nordost om huvudstaden Nuuk.